# 栄生村
栄生村（さこうむら）は、かつて愛知県幡豆郡にあった村である。
現在の西尾市（旧・一色町）の一部（一色町治明・一色町開正・一色町養ケ島・一色町赤羽など）に該当する。

## 歴史
- 1876年（明治9年） -
  - 北須村、北浜村、大戸村、下平島村、上平島村が合併し、治明村となる。
  - 西中村、杉浦新田、久八荒子村、三ツ井村、北新田村、下新井村が合併し、開正村となる。
- 1889年（明治22年）10月1日 - 治明村、開正村、養ヶ島村、赤羽村が合併し、栄生村が発足。
- 1906年（明治39年）5月1日 - 一色町、味沢村、五保村、衣崎村と合併し、一色村が発足。同日栄生村は廃止。

## 教育
- 栄生尋常小学校（現・西尾市立一色西部小学校）